# Fethi Bey

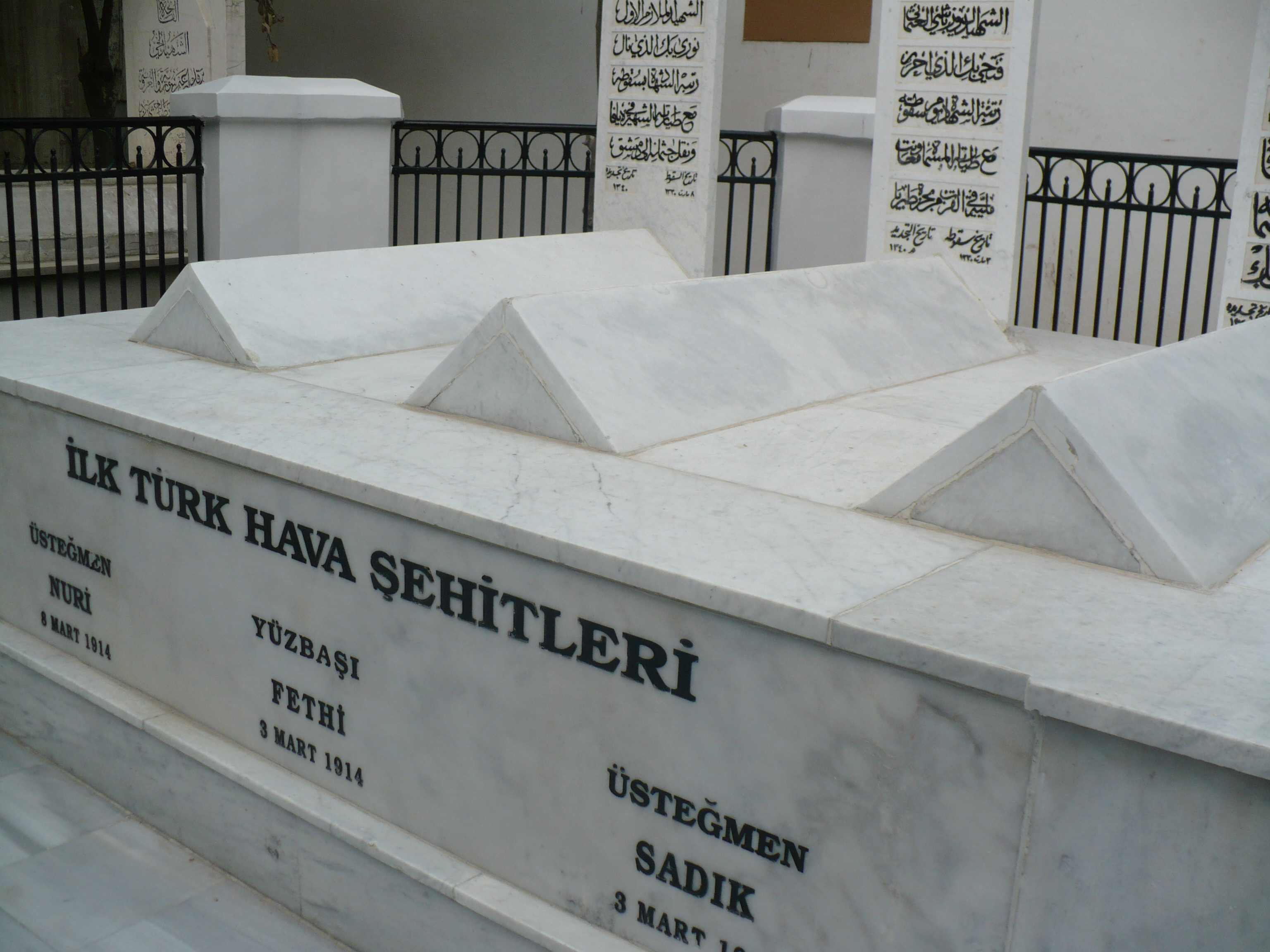
Grobowiec Fethiego Beya w Damaszku

Fethi Bey (ur. 1887, zm. 3 marca 1914) – turecki pilot, jeden z pionierów tureckiego lotnictwa.

## Życiorys
Fethi Bey urodził się w 1887 roku. W 1907 roku ukończył akademię marynarki wojennej i początkowo służył jako marynarz, jednak w 1911 roku został jako jeden z siedmiu pilotów wysłany na szkolenie lotnicze do Bristol Aircraft Factory w Wielkiej Brytanii. Po szkoleniu Fethi Bey wrócił do Turcji, gdzie został awansowany do stopnia kapitana. Pierwszy okres po powrocie spędził wykonując loty pokazowe w Stambule. Po wybuchu II wojny bałkańskiej został skierowany na front, gdzie wsławił się nocnymi lotami, wówczas uważanymi za niemożliwe do wykonania oraz innymi, licznymi akcjami przeciw siłom przeciwnika.
Po zakończeniu wojny wziął udział w propagandowym locie samolotem Bleriot XI/B na trasie Stambuł−Konya−Ulukısla−Adana−Homs−Damaszek−Alendria−Aleksandria, który rozpoczął się 8 lutego 1914 roku. Lot zorganizowano w celu propagandowego ukazania siły tureckiego lotnictwa wojskowego oraz w celu przewiezienia pierwszej w Turcji poczty lotniczej. Fethi Bey zginął w trakcie tego lotu po tym, jak jego samolot rozbił się 3 marca o skały w pobliżu Jeziora Tyberiadzkiego. Drugi samolot rozbił się pod Jaffą, a jego pilot także zginął. Ostatecznie lot powtórzyły nowe załogi i ukończyły go 9 maja 1914 roku.
Fethi Bey został pochowany w Damaszku. Na jego cześć nazwane zostało miasto Fethiye, uprzednio noszące nazwę Meğri.